# Grup electrogen
Un grup electrogen és un dispositiu autònom capaç de produir electricitat. La majoria de grups electrògens estan constituïts per un motor tèrmic accionat per un alternador. El seu pes pot variar d'uns pocs quilograms a desenes de tones. La potència d'un grup electrogen s'expressa en kVA (kilovolts ampere).
Els grups electrògens s'utilitzen en zones no abastides per la xarxa elèctrica o bé quan hi ha talls del subministrament elèctric.
Funcionen amb tota mena de carburants. Els més utilitzats són la gasolina, el gasoil, el gas natural, els biocarburants i pels més potents, el fuel-oil.